# Beelden in Leiden
Beelden in Leiden is een jaarlijkse beeldententoonstelling op de Hooglandse Kerkgracht in de Nederlandse stad Leiden. De tentoonstelling kan gratis worden bezocht.
De Stichting Beelden in Leiden is opgericht op 21 september 2011 en heeft ten doel de beeldhouwkunst in Nederland te stimuleren door jaarlijks jonge kunstenaars opdracht te verlenen om nieuw werk te maken, hen te begeleiden in dit maakproces en de kunstenaars en hun werk een podium te bieden door de beeldententoonstelling op de Hooglandse Kerkgracht in Leiden. De stichting is ontstaan uit een particulier initiatief. 
De stichting werkt samen met een curator en kiest ervoor jaarlijks een nieuwe samenwerking aan te gaan om zo de blik open te houden. Voor de editie van 2025 is dat het curatorduo Mette Samkalden en Rob de Melker, samen opererend als Kunstmest, voor 2024 is dat Lieneke Hulshof. Het curatorenduo Adam Nillisen en Peter van Es (oprichters van Unfair) nemen 2023 voor hun hoede. Stephanie Noach is curator van de editie in 2022. Suzanne Wallinga is curator van de editie in 2020 die door de coronamaatregelen een jaar wordt uitgesteld en in 2021 te zien is. Sandrine van Noort is curator van de edities in 2018 en 2019. Zij werd voorgegaan door Feico Hoekstra (2012-2016), Iemke van Dijk en Guido Winkler (2017). De tentoonstelling vond voor het eerst plaats in 2012.
Jaarlijks wordt de Frans de Wit Prijs toegekend aan de maker van het meest vernieuwend beeld. Hiertoe werkt Beelden in Leiden samen met de Stichting beeldhouwer Frans de Wit. Een vakjury beoordeelt de beelden en kent de prijs toe, die bij de opening wordt uitgereikt. De winnaar krijgt een geldprijs. Tot 2018 kreeg de winnaar ook het recht het volgende jaar te exposeren op de beeldententoonstelling. 
Sinds 2014 sponsort ondernemersvereniging Business Platform Schipholweg- Schuttersveld Beelden in Leiden en kent deze jaarlijks de BPS prijs toe aan een van de kunstenaars. Verbonden aan deze prijs is niet alleen een geldbedrag maar ook de mogelijkheid om het werk na de zomer een jaar lang te laten zien op het Schuttersveld in Leiden. De bezoekers kunnen stemmen voor de publieksprijs die bij de afsluiting van de tentoonstelling wordt uitgereikt.  
Om bezoekers aan Leiden op de expositie te wijzen heeft de Stichting Beelden in Leiden voor de eerste edities gefinancierd door crowdfunding in 2013 door kunstenaar Merijn Tinga een 'landmark' laten maken in de vorm van drie grote letters 'B i L' op een sokkel. Die stond tijdens de expositie bij het Station Leiden Centraal. 

## Edities

### Beelden in Leiden 2024
Met She Said geeft Beelden in Leiden, met haar buitententoonstelling van 16 mei tot 4 augustus 2024 op de Hooglandse Kerkgracht, ruimte aan zes jonge kunstenaars om nieuwe beelden te maken voor negen vrouwen, van gravin tot ontdekkingsreiziger, van wetenschapper tot politicus en van ecofeminist tot kunstenaar. Aanleiding was het raadsvoornemen uit 1987 dat op de Hooglandse Kerkgracht een beeld moet komen van gravin Ada. Een belangrijke reden voor dit beeld is dat ‘er in Leiden nog geen enkel beeld van een vrouw staat’. Het beeld van Ada is er nooit gekomen en nu, 37 jaar later, staat er in Leiden maar één beeld ter ere van een vrouw: het monument voor Joke Smit dat in 1993 geplaatst is.
Voor deze nieuwe editie zijn de zes kunstenaars gevraagd om een nieuw beeld te maken naar aanleiding van een vrouw uit de geschiedenis te maken, naar eigen keuze. 
- Brigitte Louter - Mary Anderson denkt aan Inge Lehmann - voor de Deense wetenschapper Inge Lehmann en de Amerikaanse uitvinder Mary Anderson
- Mickey Yang - If the moon was a cookie that would reflect over the Gizeh desert - voor de Nederlandse ontdekkingsreiziger Alexine Tinne
- Luis Maly - Stand to love - voor de Franse ecofeminist Françoise d'Eaubonne, de Lenca-milieuactivist Berta Cáceres, de Duitse politicus Petra Karin Kelly
- Kitty Maria - Wicker kapel - voor de Nederlandse performance kunstenaar Monique Toebosch - winnaar BPS prijs
- Jaasir Linger - Grontapu na asitere - voor de Surinaamse arts Sophie Redmond - winnaar publieksprijs
- Caz Egelie - The herbs that be bitter and well smelling - voor gravin Ada van Holland

Beeldend kunstenaar Barbara Visser is dit jaar de master. Naast dat zij werkzaam is als conceptueel kunstenaar, fotograaf, videokunstenaar, en performancekunstenaar, werkt zij ook als regisseur, documentairemaker en scenarioschrijver. De vakjury wordt dit jaar gevormd door Marisa Monsanto als voorzitter, Nienke van der Wal, founder Young Collectors Circle, Klaas Wits, bewoner van de Hooglandse Kerkgracht, Anette Zondervan, directeur CBK Zuid-Oost en voormalig BiL-kunstenaar Tim Mathijsen. Dit jaar op verzoek van de kunstenaars geen prijsuitreiking, de jury spreekt daarom tijdens de opening hun overwegingen over de werken uit. 

### Beelden in Leiden 2023
De tentoonstelling 'Playground' was te zien van 25 mei tot en met 6 augustus 2023.
De jury van de Frans de Witprijs 2023 bestond uit: Hoofd Kunstzaken LUMC Sandrine van Noort, tevens voorzitter, verzamelaar Casper van der Kruk, BiL-kunstenares Maaike Knibbe en Dick van Broekhuizen, conservator moderne en hedendaagse beeldhouwkunst bij Museum Beelden aan Zee. 
Deelnemende kunstenaars zijn: 
- Bas Oussoren - The Spectacle - winnaar BPS prijs
- Susanne Khalil Yusef - Gezichtsvinding
- Nazif Lopulissa - Meeting you for the first time - winnaar Frans de Witprijs
- Eugenie Boon - Bot’i piskadó riba laman ganchu (A fisher’s boat over the ocean)
- Vera Gulikers - The Guard (making is breaking) - winnaar publieksprijs
- Stijn ter Braak - De voordeur van de conciërge - in een nieuwe samenwerking met de ontwikkelaars van het Energiepark in Leiden werd het werk van Ter Braak gekozen door het publiek voor plaatsing in het Energiepark.

In de samenwerking met begraafplaats Rhijnhof is aldaar het nieuwe werk Covered van Nynke Koster te zien (t/m 24 september 2023). 

### Beelden in Leiden 2022
De tentoonstelling 'I feel the bleached bones of lifeless stars drifting above' was te zien van 19 mei t/m 7 augustus 2022 en staat in het teken van duisternis, als symbool en ook als materie, en reikend van hoog in de hemel tot diep onder het aard- of huidoppervlak. Curator was Stéphanie Noach, verbonden aan de Universiteit Leiden. De jaarlijkse Frans de Witlezing wordt uitgesproken door prof. dr. Vincent Icke. Master is Ana Maria Gomez-Lopez.   
De Jury van de Frans de Witprijs bestond dit jaar uit Robert Zwijnenberg, professor emeritus Kunst en Wetenschap aan de Universiteit Leiden, Tanja Elstgeest, directeur Museum de Lakenhal, Lianne Schipper, curator Aegon Art Collection en kunstenaar Kevin Bauer. Deelnemende kunstenaars zijn:   
- Leandros Ntolas - Nocturnal - winnaar publieksprijs
- Lisa van Casand - Bottom Crawlers, Brittle Start and the Coundry of Perpetual Night - winnaar BPS prijs
- Robert Glas - We Send Gold Coated Mirrors a Million Miles from here to Study Star Formation and still Incarcerate Minors
- Marit Westerhuis - Pulver - winnaar Frans de Witprijs
- Clemence Hilaire - Many Years back there was a Virus ravaging us - made the black Skin of my Neighbors turn towards the Moon

Nieuw werk uit het mecenaat, is te zien van 19 mei t/m 25 september 2022 op Rhijnhof:
- Lisa Šebestíková - schetsontwerp van Unfolding Origins voor het stadhuis Leiden
- Josua Wechsler - Memento

### Beelden in Leiden 20_21
De geplande tentoonstelling van 2020 is door de coronamaatregelen een jaar uitgesteld en vond plaats van 21 mei t/m 8 augustus 2021 onder de titel 'Sferen'. Curator was dit jaar Suzanne Wallinga. Jury van de Frans de Witprijs bestond uit Nathanja van Dijk, scheidend directeur Kunsthal, kunstverzamelaar Casper van der Kruk, kunstenaar Izaak Zwartjes en Domeniek Ruyters, hoofdredacteur Metropolis M. Deelnemende kunstenaars zijn: 
- Vibeke Mascini - Instar (te zien in de binnentuin van BplusC) - winnaar Frans de Witprijs
- Maud van den Beuken - Groot Water - winnaar BPS prijs
- Riet Wijnen - (Play) Furniture Sixteen Conversations on Abstraction: Locations (zitten = kijken / lezen / horen)
- Thomas Swinkels - Wardian Cage - winnaar Publieksprijs
- Jason Hendrik Hansma - Untitled (Traverse)
- Lungiswa Qgunta - A dream whispered to the rivers

Voor het eerst is er ook nieuw werk te zien vanuit opdrachtgeverschap van BiL op Begraafplaats Rhijnhof:  
- Lisa Šebestíková - The balancing Act of a Myth - in het kader van het tienjarig jubileum van BiL
- Frode Bolhuis - For when I know myself I will cease to exist - in het kader van het mecenaat

### Beelden in Leiden 2019
Tentoonstelling van 16 mei t/m 4 augustus 2019 met als titel 'Jonge beelden'. Master was Joep van Lieshout. 

### Beelden in Leiden 2018
Tentoonstelling van 17 mei t/m 5 augustus 2018 met als titel 'Concepts of Time'. Naast de locatie Hooglandse Kerkgracht zijn er satelliettentoonstellingen in het Rijksmuseum van Oudheden en het LUMC.

### Beelden in Leiden 2017
Tentoonstelling van 18 mei t/m 6 augustus 2017 in het teken van 100 jaar De Stijl. Hiermee wordt een relatie gelegd met de nationale kunstmanifestatie "Van Mondriaan tot Dutch Design". Rein Verhoef werd winnaar van de Frans de Wit Prijs 2017

### Beelden in Leiden 2016
Tentoonstelling van 19 mei t/m 7 augustus 2016 in het teken van Life Science, waarmee een link wordt gelegd met Leiden Bio Science Park. Deelnemende kunstenaars onder meer:
- Margriet van Breevoort, winnares van de publieksprijs met Homunculus Loxodontus
- Ruben Jager, winnaar van de Frans de Wit Prijs 2016
- Maaike Knibbe, winnaar van de Frans de Wit Prijs 2015

### Beelden in Leiden 2015
Tentoonstelling van 13 mei t/m 2 augustus 2015 met als thema Botanica vanwege het 425-jarig bestaan van de Hortus Botanicus van de Rijksuniversiteit Leiden. Geopend door de Leidse kunstenaar Casper Faassen. Deelnemende kunstenaars onder meer:
- Marleen Hartjes, winnares van de Frans de Wit Prijs 2014
- Maaike Knibbe, winnaar van de Frans de Wit Prijs 2015
- Miriam Knibbeler, winnares van de publieksprijs[3]

### Beelden in Leiden 2014
Tentoonstelling van 22 mei t/m 3 augustus 2014 met als thema Sterk Werk. Geopend door de wethouder voor cultuur Robert Strijk. Met (betonnen) werk van onder meer:
- Tim Breukers
- Marleen Hartjes, winnares van de Frans de Wit Prijs 2014 voor haar beeld Inception (beter bekend als "het bed")
- Catinka Kersten, winnares van de publieksprijs[5]
- Izaak Zwartjes (winnaar Frans de Wit Prijs 2013)

### Beelden in Leiden 2013
Tentoonstelling van 30 mei t/m 4 augustus 2013 met als thema Traditie en Talent. Geopend door de Leidse wethouder van cultuur drs. Jan-Jaap de Haan. Met werk van onder meer:
- Cornelius Rogge
- Space Cowboys
- Izaak Zwartjes (winnaar Frans de Wit Prijs 2013)[8]

### Beelden in Leiden 2012
Tentoonstelling van 28 mei t/m 29 juli 2012: jonge Nederlandse beeldhouwkunst. Geopend door de burgemeester van Leiden, drs. H.J.J. Lenferink. Met werk van onder meer:
- Marianne Lammersen (winnaar Frans de Wit Prijs)
- Frans de Wit